# Coriophyllum
Coriophyllum, rod crvenih algi u porodici Rhodophysemataceae, dio reda Palmariales. Rod je taksonomski priznat. Postoje dvije vrste; obje su morske.

## Vrste
1. Coriophyllum expansum Setchell & N.L.Gardner - tip
2. Coriophyllum setchellii Weber Bosse